# Excalibosaurus
Excalibosaurus (лат.) — род вымерших морских рептилий отряда ихтиозавров, обитавший на территории современной Англии в ранней юре (синемюрский ярус).

## История изучения

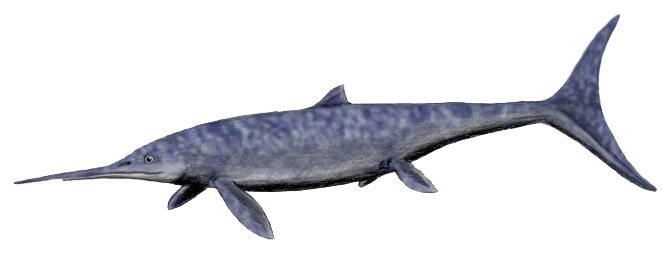
Реконструкция

Редкий род, известен по двум скелетам. Голотип, обнаруженный в 1984 году недалеко от пляжа на побережье Сомерсета, состоит из черепа, передней части плавника, части грудного пояса и некоторых позвонков и ребер. Он был описан в 1986 году Кристофером Макгоуэном (Christopher McGowan.). Окаменелость хранится в Городском музее и художественной галерее Бристоля. Второй образец представляет собой почти полный скелет, обнаруженный в том же районе в 1996 году и приобретенный Королевским музеем Онтарио. Он был повторно описан Макгоуэном в 2003 году.

## Описание
Excalibosaurus — самый крупный представитель группы эвринозавровых. Конечности ластообразные, длинные и узкие. Животные имели очень длинную верхнюю челюсть (примерно в 4 раза длиннее нижней), конвергентно схожую с таковой у марлинов и меченосцев.
Длина черепа голотипа составляет 78,5 см, а длина черепа самого крупного экземпляра — 1,54 м.  Общая длина самого крупного экземпляра составляет 6,53 м.
Excalibosaurus питались, по-видимому, рыбой и моллюсками без раковин (кальмары, осьминоги), возможно, были падальщиками.

## Классификация
Excalibosaurus связан с двумя другими родами ихтиозавров: Leptonectes (рэтский ярус позднего триасового периода — синемюрский ярус раннего юрского периода) в Англии и Eurhinosaurus из (тоарский ярус раннего юрского периода) в Германии. Эти три рода входят в семейство Leptonectidae. Когда-то считалось, что Excalibosaurus был младшим синонимом Eurhinosaurus, но описание образца 1996 года показывает множество морфологических различий, таких как форма переднего плавника (гораздо более короткого и широкого у Excalibosaurus) и стройная форма тела, которые чётко отличают эти два рода. 